# ديرك ساندرز (لاعب كرة قدم)
ديرك ساندرز هو لاعب كرة قدم بلجيكي في مركز الوسط، ولد في 30 سبتمبر 1955 في Torhout ‏ في بلجيكا. لعب مع كلوب بروج.